# Otrantski baraž
Otrantski baraž, pomorska je blokada Antante na Otrantskim vratima provedena tijekom Prvog svjetskog rata. Glavna zadaća, mahom britanskog, brodovlja bilo je sprječavanje isplovljanja austrougarskih podmornica u Sredozemno more.
Zbog nedovoljnog broja specijaliziranih brodova i kasnije nemogućnosti noćne ophodnje zbog austrougarskih napada, podmornice Sila Osovine bez većih su problema prolazile u Sredozemlje.